# Baťův mrakodrap
Baťův mrakodrap (deutsch Baťa-Wolkenkratzer, auch Baťa-Hochhaus genannt) ist ein denkmalgeschütztes funktionalistisches Hochhaus in der tschechischen Stadt Zlín. Das 1939 fertiggestellte Hochhaus war die Hauptverwaltung des Schuhkonzerns Baťa (später Svit) und wurde intern als „Gebäude 21“ (tschechisch jednadvacítka) bezeichnet. Heute sitzt hier die Verwaltung der Region Zlín.

## Geschichte und Nutzung

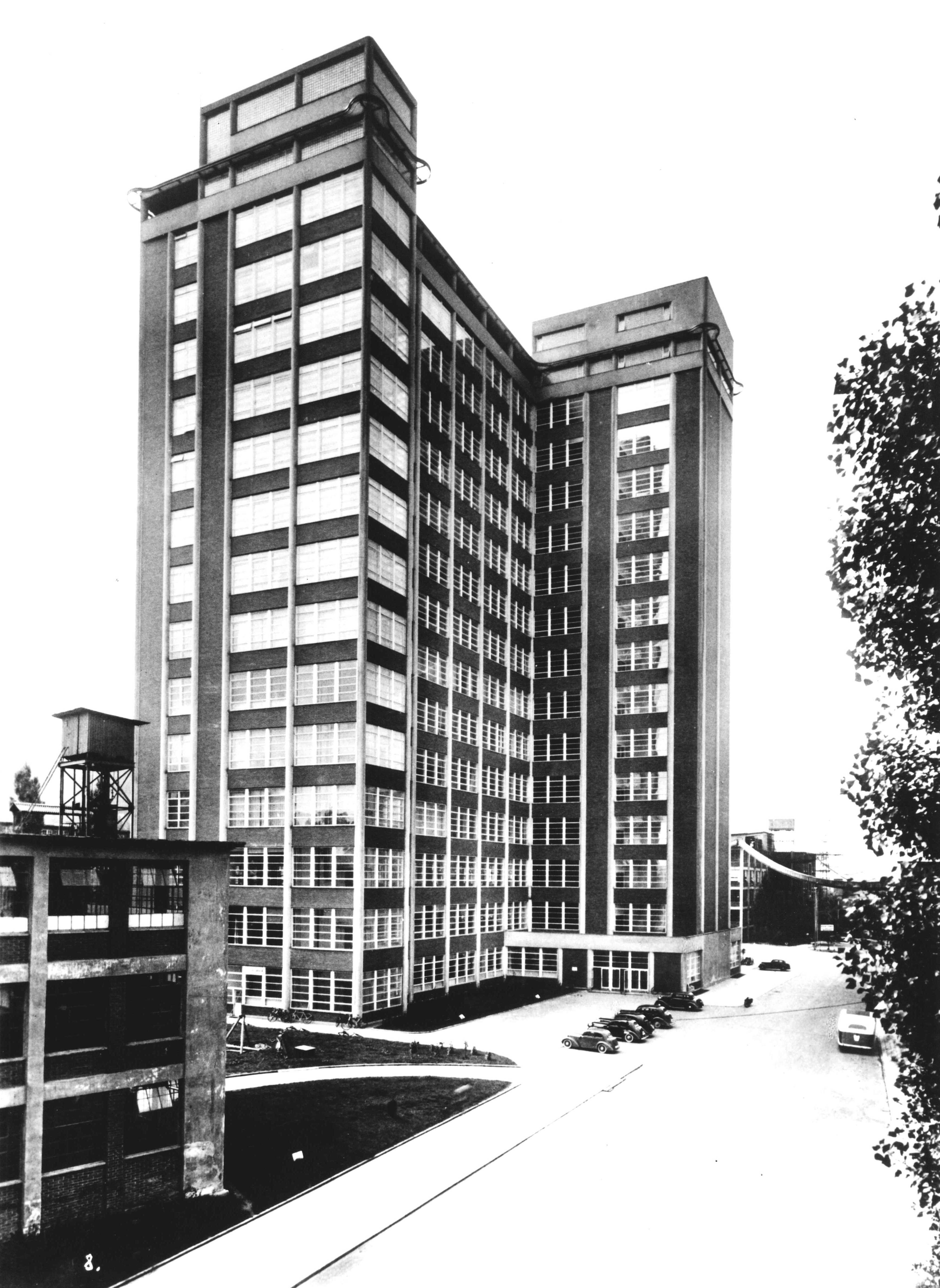
Historische Aufnahme von Norden

Das Hochhaus wurde als Verwaltungszentrale des weltweit operierenden Baťa-Konzerns angelegt, der damals etwa 65.000 Menschen beschäftigte. Jan Antonín Baťa engagierte Vladimír Karfík, der der Stadt Zlín und dem Baťa-Werk mit dem Bau ein neues, markantes Wahrzeichen geben sollte. Es sollte mindestens 14 Stockwerke hoch sein, um nach damaligen Maßstäben als Wolkenkratzer zu gelten. Pro Etage waren etwa 200 Arbeitsplätze in offenen Großraumbüros untergebracht. Abweichend wurde die 6. Etage für die Geschäftsführung besonders repräsentativ ausgestattet und in einzelne Büros eingeteilt. Das Gebäude war für damalige Zeiten sehr modern, verfügt über mehrere Aufzüge, darunter einen Paternoster, automatische Klimatisierung, Rohrpost und eine Fassadenreinigungsanlage. Eine Besonderheit ist der als Büro ausgestattete Aufzug, der aber wohl nie in Betrieb war. Das fahrende Büro Jan Antonín Baťas misst 6 × 6 Meter, ist mit Waschbecken und Klimaanlage ausgestattet und kann heute als technisches Unikat besichtigt werden.
Bei der Bombardierung Zlíns 1944 wurde das Hochhaus nicht getroffen. Nach dem Krieg wurde der Baťa-Konzern verstaatlicht und als Svit weitergeführt. Seit dem 3. Mai 1958 ist das Gebäude als Kulturdenkmal anerkannt, 1959 wurde im Erdgeschoss ein Schuhmuseum eingerichtet. In den 1960er-Jahren wurden einige weitere Ausbauten gemacht, unter anderem wurde der neue Haupteingang angelegt.
Nach der Samtenen Revolution zerfiel der Staatsbetrieb Svit in zahlreiche Nachfolgegesellschaften, die Teile des Gebäudes hielten. Aufgrund von ungeklärten Eigentumsverhältnissen stand es Ende der 90er-Jahre dann leer. Nach einer Verwaltungsreform im Jahr 2000 übernahm die Region Zlínský kraj das Hochhaus und ließ es etwa zwei Jahre lang sanieren. Dabei wurde die Technik modernisiert und die Gestaltung möglichst in den Zustand der Baťa-Zeit zurückversetzt. So wurden etwa die Aufzüge instand gesetzt und verlorengegangene Einrichtungen originalgetreu ersetzt.
Heute ist das Kellergeschoss der Haustechnik vorbehalten. Im Erdgeschoss gibt es einen Eingang von Norden (ehemaliges Fabrikgelände), hier ist auch eine kleine Ausstellung über das Gebäude eingerichtet. Der Haupteingang von Süden befindet sich auf der Ebene 2. Die Etagen 2 bis 6 (Ebenen 4 bis 8) werden von dem Finanzamt genutzt, die Regionalverwaltung nutzt die Stockwerke 7 bis 13. Dafür wurden die ehemaligen Großraumbüros mit Trennwänden versehen. Im obersten Geschoss ist ein Konferenzraum und ein Café mit Dachterrasse eingerichtet. 2018 wurde das Gebäude für 84 Mio. Kronen instand gesetzt und die Ausstellung erweitert.

## Beschreibung
Baťův mrakodrap ist ein freistehendes Hochhaus mit einem rechteckigen Grundriss, aus dem auf der Nordseite drei Türme herausragen. Darin sind die Treppenhäuser, Aufzüge und Sanitäranlagen untergebracht. Inklusive des Kellergeschosses umfasst es 16 Etagen.
Das tragende Gerüst aus Stahlbeton hat jeweils einen Abstand von 6,15 m. Die Fassade besteht aus großen dreigeteilten Fenstern in grünlichen Aluminiumrahmen, eingefasst von den Betonsäulen und Backsteinwänden. Das Gebäude hat ein als Terrasse genutztes Flachdach mit einer Umgrenzung aus Beton, an der oben eine umlaufende Schiene angebracht ist.

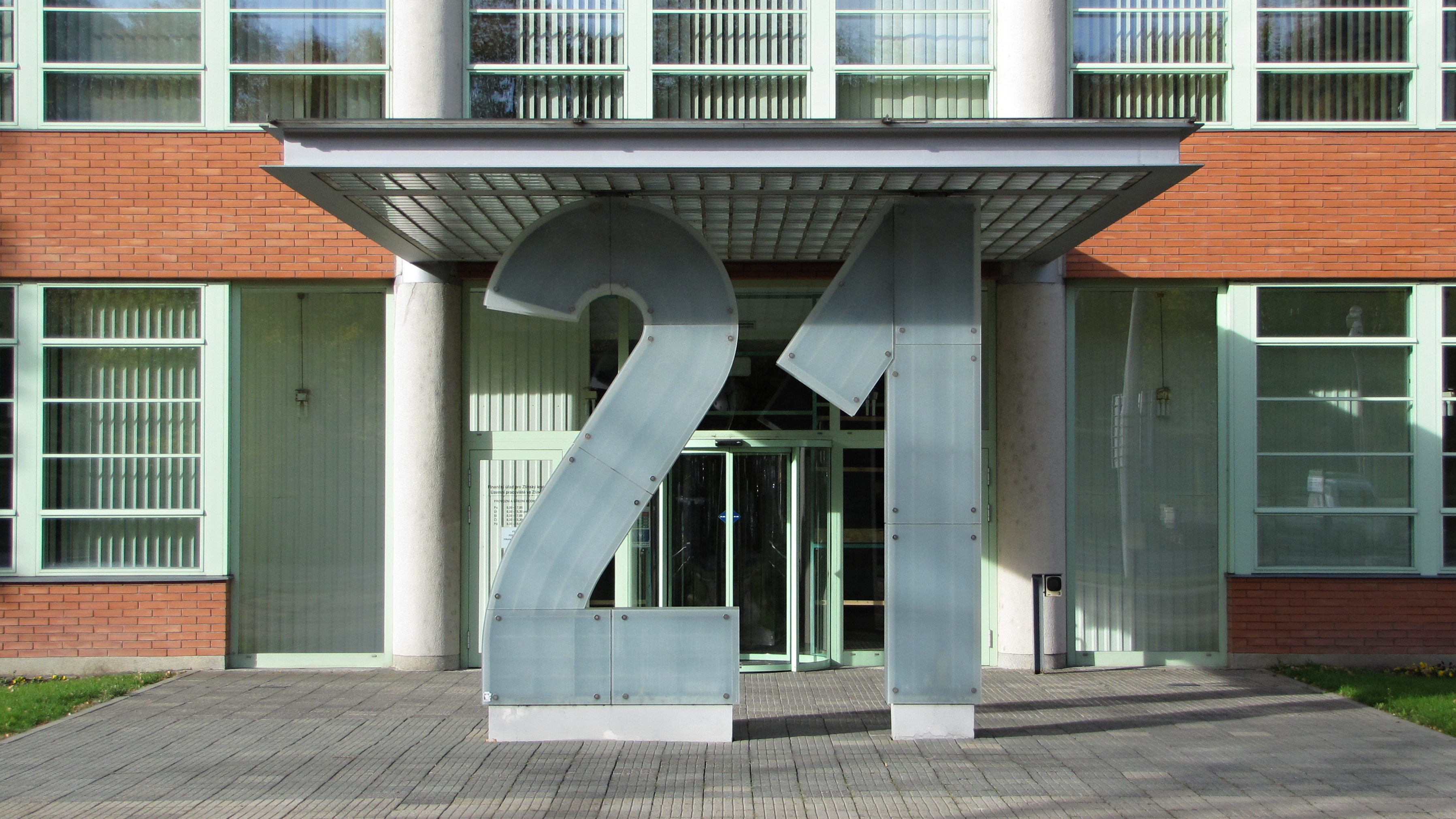
Neu gestalteter Eingang mit der Zahl 21
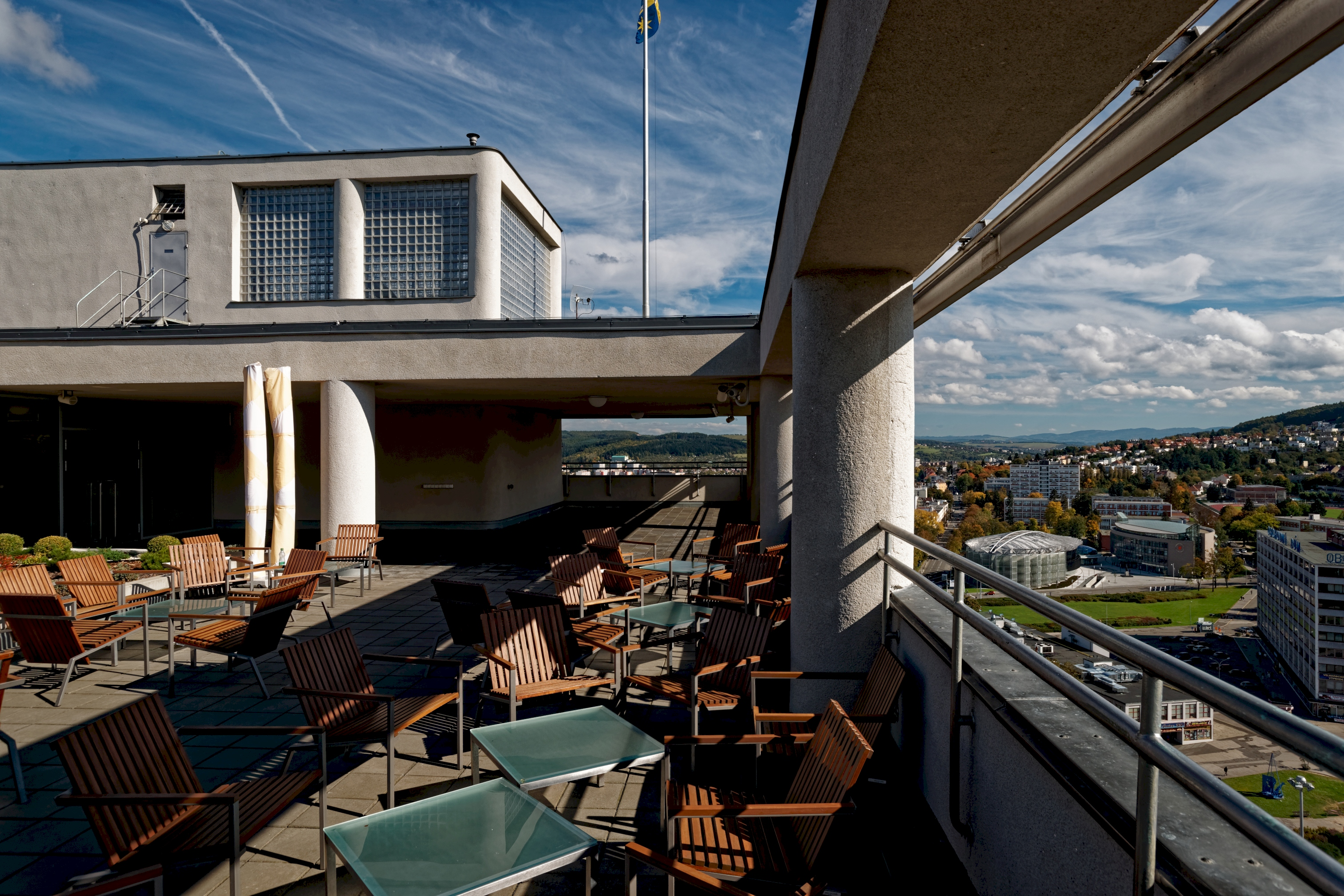
Dachterrasse
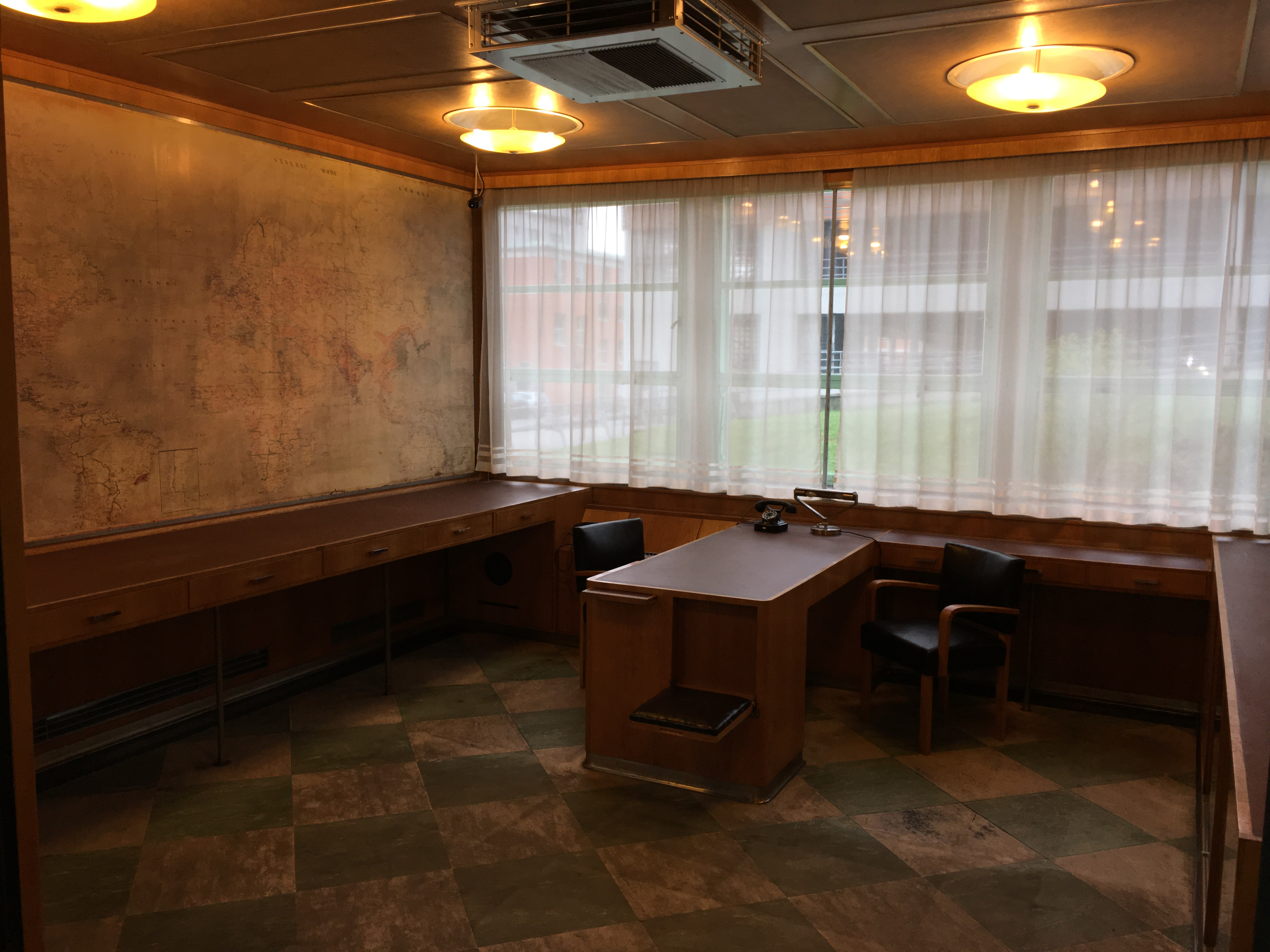
Jan Antonín Baťas Fahrstuhlbüro
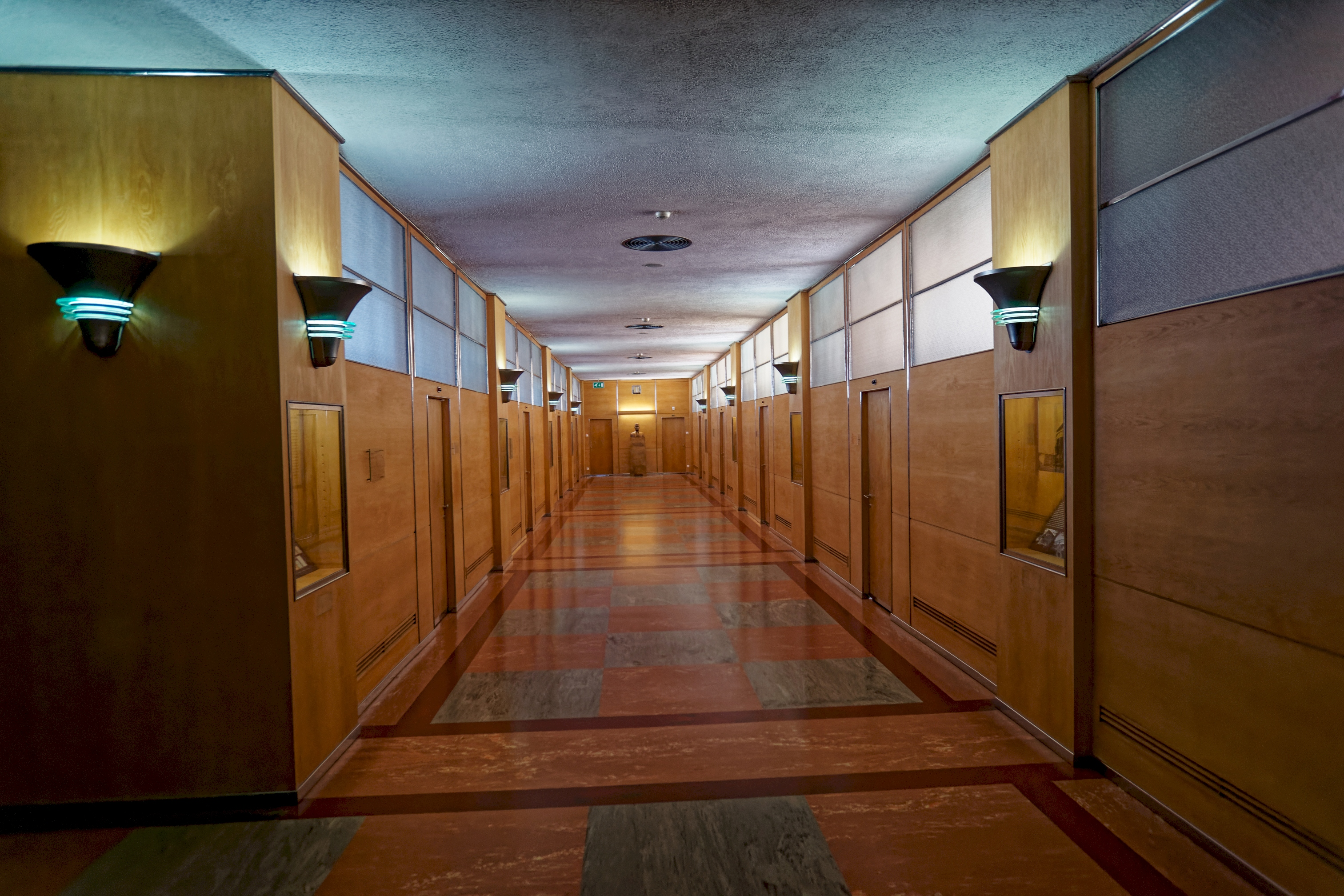
Gang auf der ehemaligen Etage der Geschäftsführung
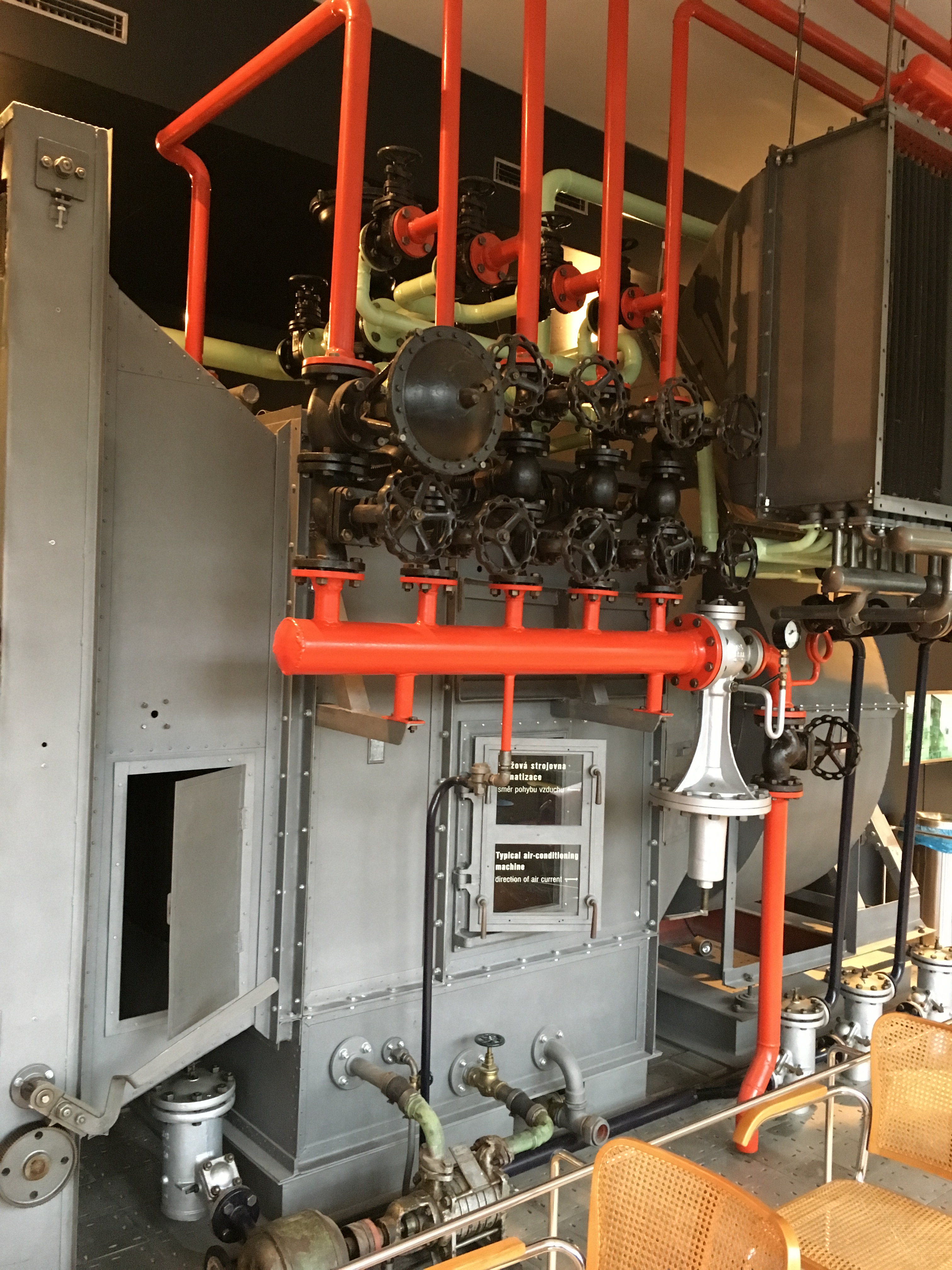
Zentralheizung